# Werkstress

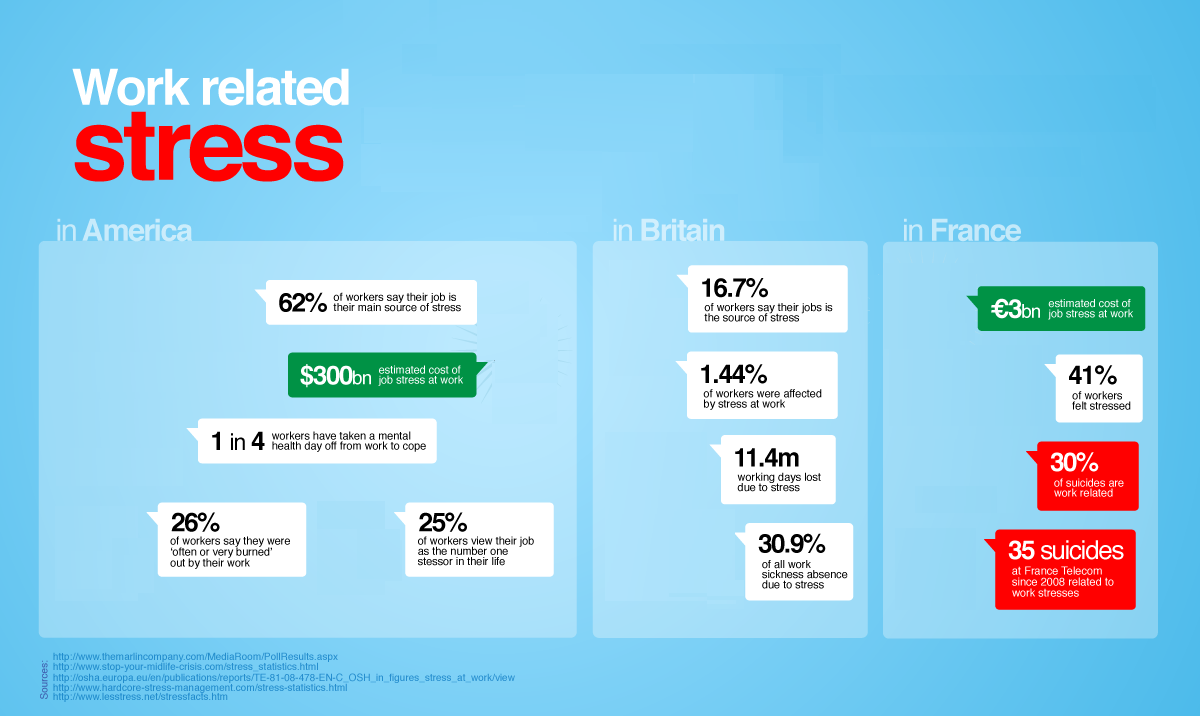

Werkstress is stress gerelateerd aan iemands baan. Iemand kan dit ervaren wanneer zijn/haar werkdruk en verantwoordelijkheden niet overeenkomen met zijn/haar kennis, vaardigheden of persoonlijkheid. Ook wanneer iemand te veel uren of dagen achter elkaar werkt kan werkstress optreden. Een medeoorzaak kan zijn dat hij/zij onvoldoende plezier en voldoening in het werk beleeft, of bijvoorbeeld onvoldoende steun krijgt van leidinggevenden of collega’s.

## Oorzaken
Bronnen van werkstress zijn
- Te hoge werkdruk
- Een teveel aan werkuren / werkdagen
- Werkzaamheden die niet overeenkomen met iemands vaardigheden, kennis of persoonlijkheid
- Een negatieve werkomgeving (te veel aandacht naar macht, geld en status, weinig ethisch gedrag)
- Het beleven van onvoldoende plezier en voldoening in het werk
- Een onrustige werkomgeving
- Een slechte relatie met collega's en leidinggevenden
- Baanonzekerheid.

## Gezondheidseffecten[2]
Beperkte werkstress kan leiden tot slaapproblemen, vermoeidheid en lagere arbeidsproductiviteit.
Langdurige werkstress kan negatieve gezondheidseffecten hebben, te denken valt aan:
- (Ernstige) slaapdeprivatie
- Psychologische problemen, zoals depressie, oververmoeidheid, stemmingswisselingen, angststoornissen
- Aanpassingsproblemen, zoals agressie en drugsmisbruik
- Cognitieve problemen, zoals concentratie- en geheugenproblemen, niet langer bestand zijn tegen prikkels (zoals harde verkeersgeluiden, groepen mensen, televisiebeelden)
- Somatische klachten, zoals rug- en schouderklachten, spierspanning, een hoge bloeddruk en hart- en vaatziekten.[3][4][5]

Ernstige klachten door werkstress worden ook wel overspannenheid, of burn-out genoemd.

## Voorkomen
Werkstress is een veelvoorkomend en kostbaar probleem in de huidige werkomgeving. Ongeveer een derde van alle werknemers in de Verenigde Staten meldde eind vorige eeuw hoge stressniveaus. Twintig tot dertig procent van de werknemers in verschillende arbeidssectoren in de Europese Unie meldden in 2007 dat werkstress mogelijk hun gezondheid aantastte. In Nederland heeft twaalf procent van de huisartsbezoeken te maken met stressklachten. Verder komen 30.000 mensen per jaar door psychische klachten in de WAO, van wie 9000 (30%) als gevolg van stress en overbelasting.

## Preventie
Vanuit werkenden:
- Werkstress in de gaten houden. Zo zijn er sites waarop een werkstress-check staat.
- Een goede nachtrust (voldoende rusttijd, slaaphygiëne en eventueel slaapmedicatie)
- Zelfonderzoek: ‘Vind ik dit werk leuk?’, ‘Geeft dit werk mij voldoening?’ en ‘Werk ik niet te veel?’
- Een goede planning. Activiteiten schrappen, grenzen stellen en nee zeggen.
- Buiten werk voldoende dingen die plezier en ontspanning geven.
- Gezond leven: gezond eten, voldoende bewegen, matig gebruik van koffie, alcohol en sigaretten. Eventueel yoga en meditatie.
- Met anderen praten over werkstress.

Vanuit de organisatie:
- Een plan om stress op de werkvloer tegen te gaan.
- Bespreekbaar maken van werkstress. Eventueel door tussentijdse controles, cursussen over werkstress, en het instellen van een aanspreekpunt.
- Overwerk tegengaan
- In de gaten houden of werknemers niet te veel werk op zich nemen. Zorgen voor een goede werkverdeling.
- Jonge of nieuwe werknemers vinden het lastiger om werk af te schuiven.
- Werkbelasting overeen laten komen met de vaardigheden, kennis en ervaring van de werknemers.